# Yassine El Kharroubi
Yassine El Kharroubi (Dreux, 29 marzo 1990) è un ex calciatore francese naturalizzato marocchino, di ruolo portiere.

## Carriera

### Club
Ha giocato nel campionato francese, marocchino, rumeno e bulgaro.

### Nazionale
Ha esordito in nazionale nel 2016, venendo poi convocato per la Coppa d'Africa 2017.